# Cesário Lange
Cesário Lange est une municipalité brésilienne de l'État de São Paulo et la Microrégion de Tatuí.

## Démographie
| Évolution de la population (municipalité) | Évolution de la population (municipalité) | Évolution de la population (municipalité) | Évolution de la population (municipalité) |
| Année                                     | Population                                |                                           | %±                                        |
| ----------------------------------------- | ----------------------------------------- | ----------------------------------------- | ----------------------------------------- |
| 1960                                      | 5 117                                     |                                           | —                                         |
| 1970                                      | 5 755                                     |                                           | 12,5%                                     |
| 1980                                      | 7 855                                     |                                           | 36,5%                                     |
| 1991                                      | 11 153                                    |                                           | 42,0%                                     |
| 2000                                      | 12 883                                    |                                           | 15,5%                                     |
| 2010                                      | 15 540                                    |                                           | 20,6%                                     |
| 2022                                      | 19 048                                    |                                           | 22,6%                                     |
| ,                                         |                                           |                                           |                                           |